# 부다페스트 로큰롤
《부다페스트 로큰롤》(Made In Hungaria)은 헝가리에서 제작된 게르게이 포뇨 감독의 2009년 코미디, 뮤지컬, 멜로/로맨스 영화이다. 타마스 사보 킴멜 등이 주연으로 출연하였다. 이 영화는 1960년대 말 공산주의 하에 있던 헝가리의 10대 그룹의 삶을 기반으로 한 Made in Hungaria이라는 무대 뮤지컬을 각색한 것이다. 이 영화는 대체적으로 긍정적인 평가를 받았다.

## 출연

### 주연
- 타마스 사보 킴멜
- 이반 펜요
- 피터 쉐러
- 튠데 키쉬
- 티타니아 발렌틴

### 조연
- 타마스 듀나이
- 에바 반도르
- 아코스 오로스
- 쥬디트 코치시스
- 게자 베레메니이
- 아르파드 베센치
- 이스트반 즈나메낙

## 기타
- 각색: 노버트 코블리
- 원작자: 이스타반 타스나디
- 원작자: 미클로스 페뇨
- 공동제작: 안드라스 푸스
- 미술: 졸트 나나시
- 의상: 야노스 브렉클
- 배역: 피터 레너
- 배역: 다니엘 티세케르